# 해적: 말라카 해안의 위협
해적: 말라카 해안의 위협(Pirate Brothers)은 2011년 공개된 인도네시아의 영화이다.

## 배역
- 로빈 슈 - Sunny
- 베르디 바완타 - Verdy